# Synagoga Kowea Itim le-Tora w Krakowie
Synagoga Kowea Itim le-Tora (z hebr. Towarzystwa Studiowania Tory) – synagoga znajdująca się w Krakowie, w dzielnicy I Stare Miasto przy ulicy Józefa 42, na Kazimierzu.
Synagoga została wybudowana w 1810 roku na miejscu domu z 1773 r. Powstała z inicjatywy członków bractwa religijnego Kowea Itim le-Tora. W latach 1912–1913 została odnowiona i przebudowana według projektu architekta Łazarza Rocka. Podczas II wojny światowej hitlerowcy zdewastowali synagogę. Po zakończeniu wojny przez pewien czas znajdowało się w niej schronisko dla wysiedlonych Wydziału Opieki Społecznej, a obecnie mieszkania.
Na ścianie synagogi zachował się unikatowy napis w języku hebrajskim ח"ק קובע עתים לתורה oraz dwie Gwiazdy Dawida. W jednej umieszczono datę budowy synagogi, w drugiej datę odnowienia. Drugim charakterystycznym elementem bożnicy są półokrągło zakończone otwory okienne oraz drzwi.

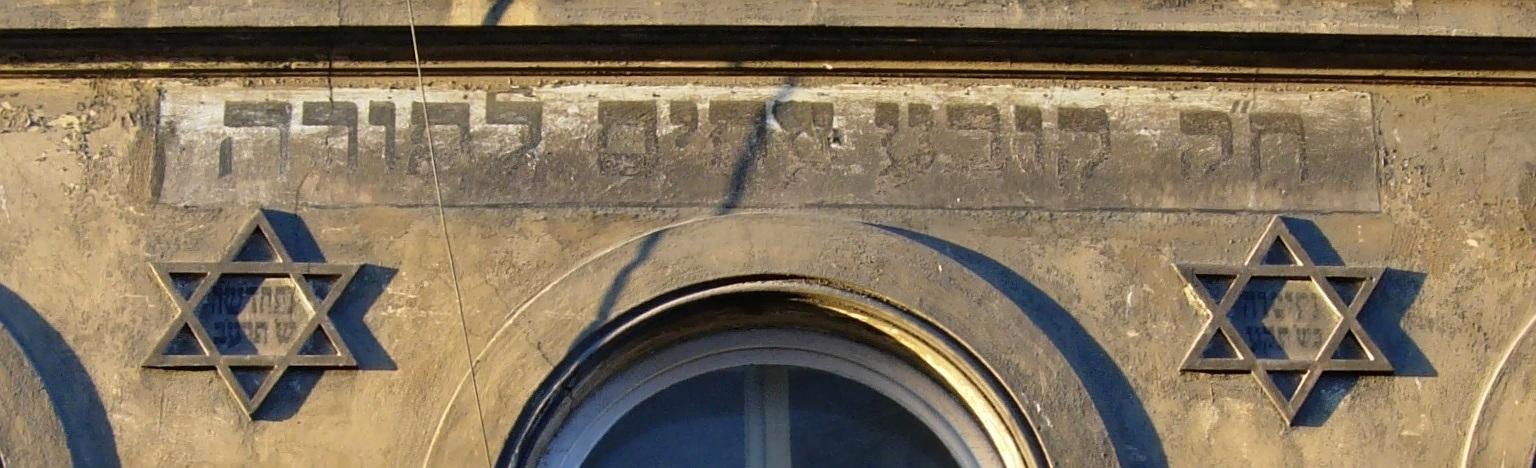

## Źródła
- Synagoga Kowea Itim le-Tora w Krakowie na portalu Wirtualny Sztetl
- Praca zbiorowa Zabytki Architektury i budownictwa w Polsce. Kraków, Krajowy Ośrodek Badań i Dokumentacji Zabytków Warszawa 2007, ISBN 978-83-9229-8-1